# The world wonders
« The world wonders » (« Le monde s'interroge ») est une phrase anglaise de remplissage cryptographique utilisée dans un message chiffré envoyé par l'Amiral Chester Nimitz à l'Amiral William Halsey, Jr, le 25 octobre 1944, pendant la bataille du golfe de Leyte. Cette phrase, sans signification, fut ajoutée pour entraver les tentatives japonaises de cryptanalyse. Laissée par erreur dans le message transmis à Halsey, elle fut interprétée comme une violente réprimande par ce dernier. En conséquence, Halsey abandonna la poursuite d'une task force japonaise.

## Contexte

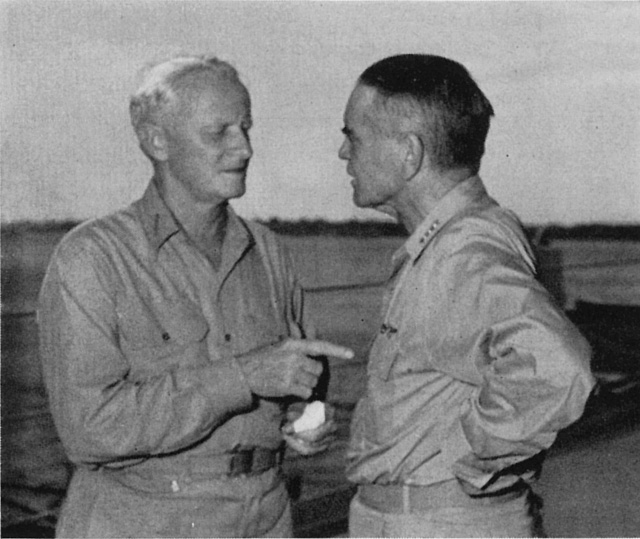
Nimitz (à gauche) et Halsey en 1943.

Le 20 octobre 1944, les États-Unis envahirent l'île de Leyte, suivant leur plan stratégique d'isoler le Japon des pays qu'il avait occupés dans le Sud-Est asiatique, et de le priver de ses forces et de ses réserves de pétrole. La marine impériale japonaise mobilisa presque tous ses vaisseaux restants dans une tentative de défaire l'invasion alliée,. Durant la bataille du golfe de Leyte qui suivit, les Japonais tentèrent d'utiliser les bateaux commandés par le Vice-Amiral  Jisaburō Ozawa (la « force du Nord ») pour attirer les forces américaines en-dehors de Leyte.
Halsey, commandant des forces navales couvrant l'invasion américaine, succomba à la ruse et, convaincu que la force du Nord constituait la principale menace japonaise, se mit à la poursuivre avec des vaisseaux de la 3e Flotte, ce qui laissait les plages de débarquement américaines couvertes seulement par seize bateaux d'escorte ainsi qu'environ 450 avions de la 7e flotte. Le matin du 25 octobre, une puissante force japonaise de bateaux de guerre se glissa à travers San Bernardino en direction des forces de débarquement américaines, forçant leur commandant, l'Amiral Thomas C. Kinkaid, à envoyer un message désespéré demandant des renforts.

## Message
Avec les métadonnées incluses et le remplissage cryptographique au début et à la fin, le message était :
« TURKEY TROTS TO WATER GG FROM CINCPAC ACTION COM THIRD FLEET INFO COMINCH CTF SEVENTY-SEVEN X WHERE IS RPT WHERE IS TASK FORCE THIRTY FOUR RR THE WORLD WONDERS »
Selon les procédures de la marine américaine, un remplissage cryptographique était opéré au début et à la fin des messages qui étaient vulnérables en raison de l'emploi de phrases et mots communs (comme « Meilleures salutations ») dans ces sections. Les mots choisis pour le remplissage étaient évidemment sans rapport avec le vrai message, mais lors du décryptage, l'officier radio d'Halsey supprima le début de la phrase, mais laissa la fin qui lui semblait appropriée et la transmit ainsi à Halsey :
« Where is, repeat, where is Task Force Thirty Four? The world wonders ». (« Où, répétons, où est la Task Force 34 ? Le monde s'interroge »).
La structure du message (les RR avant « The world wonders ») montraient pourtant explicitement que la suite était du remplissage. De tous les bateaux et stations qui reçurent le message, seul le New Jersey échoua à effacer le remplissage cryptographique.

## Conséquences
Le message, y compris son remplissage cryptographique, est resté célèbre pour avoir causé un sérieux malentendu. En effet, Halsey prit ce message pour une vive critique de sa décision de poursuivre les navires japonais et de laisser les plages de débarquement à découvert. « J'en fus hagard, comme si l'on m'avait frappé au visage », confia-t-il plus tard. « Le message tremblait entre mes mains, j'arrachai ma casquette de ma tête et la jetai violemment sur le lit tout en hurlant quelque chose dont le souvenir me fait honte ». On raconte que, témoin de cette scène, Robert Carney, son chef de camp (qui avait lourdement insisté pour poursuivre les bateaux japonais), aurait secoué Halsey tout en lui criant de se taire et de reprendre ses esprits. Prenant conscience de son erreur, Halsey sombra dans une profonde apathie pendant une heure, pendant que Taffy 3 se battait pour sa vie. Il rebroussa finalement chemin avec ses deux plus rapides vaisseaux de guerre, trois croiseurs légers et huit destroyers, mais trop tard pour avoir un quelconque impact sur la bataille.